# Heinz Dieterich Steffan
Heinz Dieterich Steffan (Rotemburgo del Wumme, Alemania, 1943) es un sociólogo y analista político alemán residente en México que también es profesor-investigador en la Universidad Autónoma Metropolitana. 
Conocido por sus posiciones de izquierda, colabora con varias publicaciones y lleva publicados más de 30 libros sobre la conflictividad latinoamericana, la sociedad global y los sucesivos paradigmas científicos e ideológicos que cruzaron al siglo, entre otras muchas cuestiones no menos complejas. Es un gran impulsor del concepto de socialismo del siglo XXI.

## Vida
Tras completar sus estudios de sociología, Heinz Dieterich ha vivido y ejercido en Latinoamérica. Es investigador en la Universidad Autónoma Metropolitana en Ciudad de México donde antes había ejercido como profesor de sociología y metodología.
Es considerado como una de las figuras más sobresalientes de la Nueva Escuela de Bremen de sociología,[cita requerida] implementando principios de cibernética, mecánica cuántica y el «principio de equivalencia» a dicha disciplina. En 1996 contribuyó a la creación del medio alternativo de información Rebelión, del cual es colaborador habitual.

## Aportes ideológicos
Dieterich supone uno de los referentes a la hora de analizar la deriva teórico-práctica de la izquierda anticapitalista posterior a la disolución de la URSS. Sus aportes suponen una alternativa a la falta de un proyecto de construcción económica, política y social de la cual adolecía el movimiento altermundista surgido durante la década de 1990.
En su obra Socialismo del siglo XXI explica su base teórica. Esta encontraría aparentemente su aplicación práctica en el proceso 
chavista de Venezuela hasta el año 2007 cuando por diferentes motivos, Dieterich determinó que la teoría del socialismo del siglo XXI no se desarrollaba en Venezuela. Dieterich fue asesor gubernamental del Gobierno chavista de Venezuela hasta el 2007.[cita requerida]
Otra obra suya de especial interés, La Aldea Global, escrita junto a Noam Chomsky, es un libro en contra del sistema capitalista y el pensamiento único.[cita requerida]
Con posterioridad a la ruptura de Heinz Dieterich Steffan con el chavismo, Dieterich ha enfocado sus esfuerzos intelectuales y prácticos hacia el socialismo con características chinas, país donde su pensamiento ha empezado a ser acogido. Por otra parte asegura que China ha renovado la Nueva Política Económica de Lenin y con ella ha dejado el «paradigma fundacional» del socialismo chino del siglo XX (la Nueva Democracia de Mao Zedong) avanzando hacia el socialismo del siglo XXI. De igual manera, opina que desde Cuba Raúl Castro se ha dedicado a la salvación de la Revolución cubana intentando organizar la transición del modo de producción estalinista al modo de producción de la Nueva Política Económica de Lenin y Deng Xiaoping.

## Algunas obras publicadas
| Año  | Título | ISBN          | Editorial                                                      |
| ---- | --- | ------------- | -------------------------------------------------------------- |
| 1978 | Relaciones de Producción en América Latina |               | Cultura Popular                                                |
| 1982 | La teoría del Poder y el Poder de la Teoría: Algunas observaciones acerca del despotismo oriental de Wittfogel                                                   |               | Cultura Popular                                                |
| 1988 | Fin del capitalismo global - el nuevo proyecto histórico (et.al.)                                                                                                | 9706512713    | Nuestro Tiempo                                                 |
| 1994 | Neoliberalismo, reforma y revolución en América Latina |               | Nuestro Tiempo                                                 |
| 1996 | 1492-1992 la interminable conquista: ensayos, diálogos, poemas y cantares (et.al.)                                                                               | 9682704022    | El Búho                                                        |
| 1996 | La nueva guía para la investigación científica | 987-9368-03-7 | Planeta Mexicana                                               |
| 1997 | Sida, cáncer, Parkinson: nuevos descubrimientos de prevención y curación                                                                                         | 968-406-698-8 | Planeta Mexicana                                               |
| 1997 | Los vencedores: una ironía de la historia (con Noam Chomsky) | 82706777      | Joaquín Mortiz                                                 |
| 2001 | Democracia participativa y liberación nacional | 9879368118    | Nuestra América                                                |
| 2005 | Hugo Chávez y el socialismo del siglo XXI | 987115836X    | Instituto Municipal de Publicaciones de la Alcaldía de Caracas |
| 2006 | Der Sozialismus des 21. Jahrhunderts. Politik und Denken: Band 3                                                                                                 | 3897066521    |                                                                |
| 2006 | Hugo Chávez. El destino superior de los pueblos latinoamericanos y el gran salto adelante (Conversaciones con Heinz Dieterich), 2a. edición, revisada y ampliada | 9685863148    | Jorale                                                         |
| 2006 | Cuba después de Fidel (con Fidel Castro y Felipe Pérez Roque) | 9685863156    | Jorale y Orfila                                                |
| 2008 | Las guerras del capital de Sarajevo a Irán | 9685863245    | Jorale y Orfila                                                |
| 2008 | El pensamiento militar latinoamericano del nuevo siglo | 9685863210    | Jorale y Orfila                                                |
| 2011 | Nueva guía para la investigación científica (incluye CD) | 9786077521099 | Orfila                                                         |
| 2022 | China Y El Futuro De La Humanidad. Liderazgo, Ciencia Y Geopolítica                                                                                              | 9786077521990 | Orfila                                                         |